# Ghatsnattskärra
Ghatsnattskärra (Caprimulgus atripennis) är en asiatisk fågel i familjen nattskärror. Den förekommer endast i Indien och Sri Lanka. Arten är uppkallad efter ornitologen Thomas Jerdon. IUCN kategoriserar den som livskraftig.

## Utseende och läte

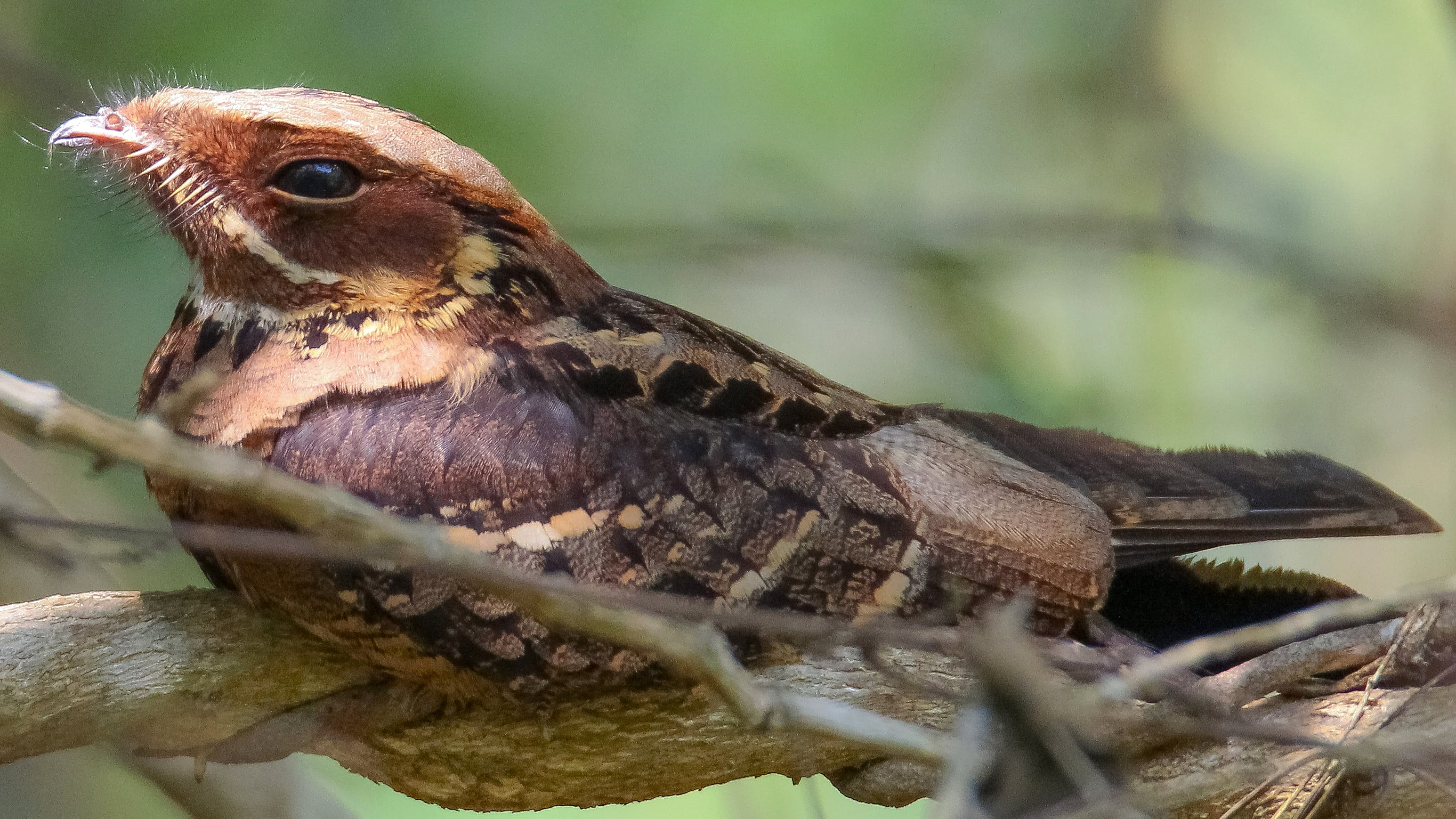

Ghatsnattskärra är en medelstor nattskärra med en kroppslängd på 25,5–27 cm. Den är varmare i färgerna och kraftigare tecknad än djungelnattskärran (C. indicus). Kännetecken är ett rostfärgat band över nacken och övre delen av manteln, tydliga beigefärgade kanter på skapularerna och beigefärgade spetsar på de svartkärnade täckarna. Lätet består av fylliga, darrande toner som upprepas 13–20 gånger per minut, i engelsk litteratur återgivna som "ch-wo-wo" eller "ow-r-r-r-r".

## Utbredning och systematik
Ghatsnattskärra delas in i två underarter med följande utbredning:
- Caprimulgus atripennis atripennis – förekommer på södra Indiska halvön (Västra Ghats och östra Ghats)
- Caprimulgus atripennis aequabilis – förekommer i Sri Lanka

## Levnadssätt
Ghatsnattskärra hittas i olika typer av skog, men även i kaffeplantage och i lummiga stadsnära områden. På Sri Lanka hittas den även i jordbruksbygd och buskmarker med inslag av träd och skogslundar. Arten påträffas från havsnivån upp till 2000 meters höjd. Liksom andra nattskärror livnär den sig på insekter som den fångar i flykten, framför allt skalbaggar, nattfjärilar och termiter.

### Häckning
Häckningsbiologin är dåligt känd. Den har noterats häcka mellan mars och juli i Indien och i Sri Lanka februari–maj och augusti–september. Ghatsnattskärran bygger inget bo utan lägger sina två ägg direkt på marken, vanligen intill eller under en buske. Båda könen hjälps åt med att ruva äggen.

## Status och hot
Arten har ett stort utbredningsområde, men tros minska i antal, dock inte tillräckligt kraftigt för att den ska betraktas som hotad. Internationella naturvårdsunionen IUCN listar arten som livskraftig (LC).

## Namn
Fågelns svenska namn hedrar Thomas Jerdon som beskrev ett stort antal fågelarter i Indien, bland annat denna art. Det vetenskapliga namnet atripennis betyder "svartvingad".